# بوفلومدیل
بوفلومدیل (به انگلیسی: Buflomedil) با فرمول شیمیایی C۱۷H۲۵NO۴ یک ترکیب شیمیایی با شناسه پاب‌کم ۲۴۶۷ است. که جرم مولی آن ۳۰۷٫۳۸ g/mol می‌باشد. 